# Fenghuang Jiedao (socken i Kina)
Fenghuang Jiedao (kinesiska: 凤凰, 凤凰街道) är en socken i Kina. Den ligger i provinsen Yunnan, i den sydvästra delen av landet, omkring 270 kilometer norr om provinshuvudstaden Kunming. Antalet invånare är 127 995. Befolkningen består av 64 738 kvinnor och 63 257 män. Barn under 15 år utgör 18,0 %, vuxna 15-64 år 74 %, och äldre över 65 år 6,0 %.
Genomsnittlig årsnederbörd är 1 008 millimeter. Den regnigaste månaden är juli, med i genomsnitt 228 mm nederbörd, och den torraste är december, med 7 mm nederbörd.